# Кембриџ (Ајова)
Кембриџ (енгл. Cambridge) град је у америчкој савезној држави Ајова. По попису становништва из 2010. у њему је живело 827 становника.

## Демографија
Према попису становништва из 2010. у граду је живело 827 становника, што је 8 (1,0%) становника више него 2000. године.
| Група             | 2000.       | 2010.       |
| Белци             | 769 (93,9%) | 784 (94,8%) |
| Афроамериканци    | 6 (0,7%)    | 3 (0,4%)    |
| Азијати           | 6 (0,7%)    | 5 (0,6%)    |
| Хиспаноамериканци | 23 (2,8%)   | 24 (2,9%)   |
| Укупно            | 819         | 827         |